# Cristolitas
Los cristolitas fueron herejes del siglo VI. 
Su nombre se deriva de Krysos y de Luo yo separo porque separaban la divinidad de Jesucristo de su humanidad. Sostenían que era Hijo de Dios, que al resucitar había dejado en los infiernos su cuerpo y su alma y que no había subido al cielo sino con su divinidad. San Juan Damasceno es el único autor antiguo que ha hablado de ellos.